# Rathaus Vorsfelde

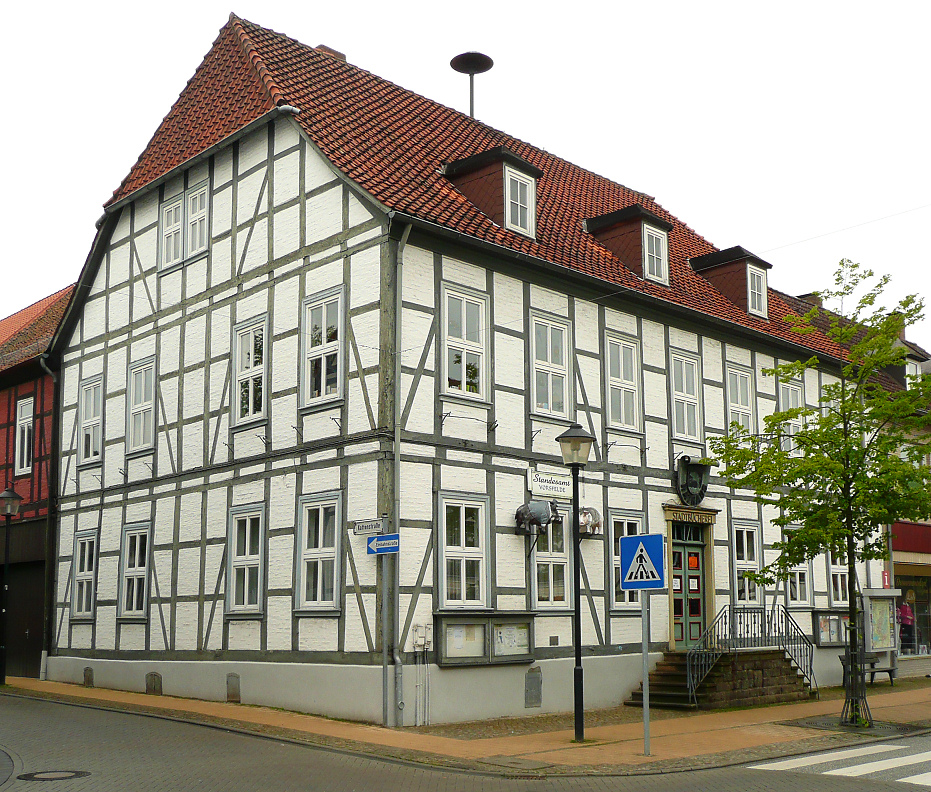
Rathaus Vorsfelde

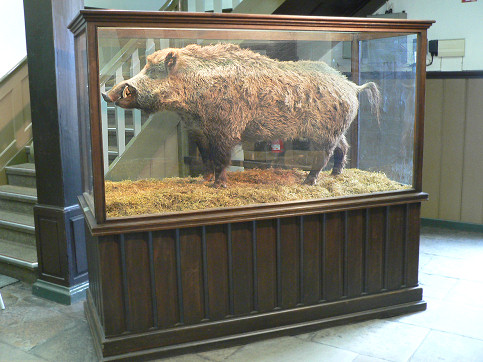
Vorsfelder Wappentier Wildschwein im Rathaus

Das Rathaus Vorsfelde im Wolfsburger Ortsteil Vorsfelde in Niedersachsen ist ein um 1830 errichtetes zweigeschossiges Fachwerkhaus. Nach einer Nutzung als Hotel beherbergte es im 20. Jahrhundert das Rathaus der Stadt Vorsfelde. Heute ist darin eine Verwaltungsstelle der Stadt Wolfsburg untergebracht.
Das unter Denkmalschutz stehende Gebäude weist eine symmetrische Fassade auf und verfügt über einen mittigen Eingang mit Freitreppe. Um 1900 wurde es als Hotel genutzt und trug den Namen Braulkes Hotel. Später wurde es in Vorsfelder Hof umbenannt und bestand als Hotel bis mindestens 1935. Vermutlich nach dem Zweiten Weltkrieg wurde es zum Rathaus der 1955 selbstständig gewordenen Stadt Vorsfelde. Nach der Eingemeindung des Ortes 1972 in die Stadt Wolfsburg wurde das Rathaus zur Verwaltungsstelle mit Stadtteilbibliothek.
Seit 1952 steht ein leibhaftiges Wappentier als ausgestopfter Keiler in einem Schaukasten im Rathaus. Das Tier wurde vom damaligen Bürgermeister Max Valentin im Drömling erlegt.